# Schistidium urnulaceum
Schistidium urnulaceum là một loài Rêu trong họ Grimmiaceae. Loài này được (Müll. Hal.) B.G. Bell mô tả khoa học đầu tiên năm 1984.